# Partido Auténtico de la Revolución Mexicana
El Partido Auténtico de la Revolución Mexicana (PARM) fue un antiguo partido político mexicano, que existió de 1954 a 2000. Durante la mayor parte de su existencia fue considerado un «partido paraestatal»; es decir, controlado por el gobierno.

## Historia

Logotipo original del PARM usado desde 1954 hasta 1994.

El PARM fue fundado por un grupo de veteranos de la Revolución mexicana que ya no encontraban acomodo en el partido oficial, el Partido Revolucionario Institucional, encabezados por Juan G. Barragán y Jacinto B. Treviño, ambos destacados generales revolucionarios que habían ocupado importantes cargos gubernamentales. Para lograr la fundación de su partido contaron con el apoyo del entonces presidente Adolfo Ruiz Cortines, quien vio la manera de tener un partido oficialmente independiente pero que en la práctica secundara en todo las acciones de su gobierno y el PRI y diera la apariencia de competencia democrática tanto en las elecciones como en el Congreso de la Unión. Habiendo sido Barragán y Treviño destacados carrancistas, la ideología oficial del PARM era explícitamente carrancista y sus militantes se referían a Venustiano Carranza como "el hombre más grande del siglo".
Desde su fundación hasta 1987 el PARM nunca postuló candidato propio a la presidencia, sino que se adhirió al candidato del PRI, igualmente siempre apoyó en mayor o menor grado las propuestas presidenciales en el Congreso. Nunca tuvo fuerza política real, solo destacó como competencia política en las regiones de Nuevo Laredo, Tamaulipas y Delicias, Chihuahua, ciudades de la que llegó a ganar la Presidencia Municipal.
Al ir avanzando el proceso democrático mexicano desde la reforma política de 1977, todos los partidos, incluyendo los paraestatales, debieron asumir una actitud más crítica y competitiva para sobrevivir. En las elecciones de 1982 el PARM apoyó, como había hecho de costumbre, al candidato presidencial del PRI, que en esa ocasión fue Miguel de la Madrid. Sin embargo, al no haber obtenido el porcentaje mínimo de votos establecido por la ley (1.5%), se le retiró el registro como partido político nacional. Logró recobrar el registro en 1984, adoptando a partir de entonces una línea más crítica hacia el régimen del PRI.
En 1987 el PARM fue el primer partido que postuló como candidato a la presidencia al expriista Cuauhtémoc Cárdenas y que estructuró el inicio del Frente Democrático Nacional, siendo la primera vez que se alejaba de la tutela del gobierno. Sin embargo, al culminar el proceso electoral, se negó a formar parte de la nueva fuerza constituida por Cárdenas sobre el registro del Partido Mexicano Socialista y volvió a su situación anterior de apoyo al gobierno.
Perdió su registro como partido en 1994, recuperándolo momentáneamente en 1999. Para las elecciones de 2000 postuló como su candidato a Porfirio Muñoz Ledo, sin embargo los conflictos entre el candidato y la dirigencia del partido fueron cada vez más graves, hasta que un mes antes de las elecciones Muñoz Ledo renunció a su candidatura a favor de Vicente Fox y aunque el PARM no reconoció esta declinación, imposibilitado a registrar un nuevo postulante, concurrió a las elecciones sin candidato y perdió definitivamente su registro.

## Presidentes del PARM
- (1954 - 1964): Jacinto B. Treviño
- (1964 - 1973): Juan Barragán Rodríguez
- (1973 - 1975): Pedro González Azcuaga
- (1977): Juan G. Peña
- (1977 - 1979): Antonio Gómez Velasco
- (1979): Antonio Vázquez del Mercado
- (1979 - 1983): Jesús Guzmán Rubio
- (1983 - 1993): Carlos Cantú Rosas
- (1993): Raúl Castellanos Andrade
- (1993 - 1996): Rosa María Martínez Denegri
- (1996 - 2000): Carlos Guzmán Pérez

## Resultados electorales

### Elecciones presidenciales
| Año  | Resultado | Candidato                     | Votación   | %      | Lugar | Comentario |
| ---- | --------- | ----------------------------- | ---------- | ------ | ----- | --- |
| 1958 | Gana      | Adolfo López Mateos           | 6,767,754  | 89.81  | 1.er  | |
| 1964 | Gana      | Gustavo Díaz Ordaz            | 8,262,393  | 87.69  | 1.er  | |
| 1970 | Gana      | Luis Echeverría Álvarez       | 11,904,368 | 84.79  | 1.er  | |
| 1976 | Gana      | José López Portillo           | 16,424,021 | 91.9   | 1.er  | |
| 1982 | Gana      | Miguel de la Madrid Hurtado   | 16,748,006 | 70.99  | 1.er  | |
| 1988 | Pierde    | Cuauhtémoc Cárdenas Solórzano | 5,956,988  | 31.12% | 2.°   | Coalición Frente Democrático Nacional junto al PFCRN, el PPS y el PMS. Varias pruebas de irregularidades y posible fraude. |
| 1994 | Pierde    | Álvaro Pérez Treviño          | 192,795    | 0.55%  | 7.°   | |
| 2000 | Pierde    | Porfirio Muñoz Ledo           | 156,896    | 0.42%  | 6.°   | |

### Elecciones al Congreso de la Unión

#### Cámara de Diputados
| Año  | Distrito  | Distrito | RP      | RP   | # de escaños | Posición           | Presidencia               | Presidencia |
| Año  | votos     | %        | votos   | %    | # de escaños | Posición           | Presidencia               | Presidencia |
| ---- | --------- | -------- | ------- | ---- | ------------ | ------------------ | ------------------------- | ----------- |
| 1958 | 32,464    | 0.4      |         |      | 1/162        | Minoría            | Adolfo López Mateos       |             |
| 1961 | 33,671    | 0.5      |         |      | 0/178        | Sin representación | Adolfo López Mateos       |             |
| 1964 | 64,409    | 0.7      |         |      | 5/210        | Minoría            | Gustavo Díaz Ordaz        |             |
| 1967 | 138,799   | 1.4      |         |      | 5/212        | Minoría            | Gustavo Díaz Ordaz        |             |
| 1970 | 111,883   | 0.8      |         |      | 5/210        | Minoría            | Luis Echeverría Álvarez   |             |
| 1973 | 272,339   | 2.0      |         |      | 7/231        | Minoría            | Luis Echeverría Álvarez   |             |
| 1976 | 403,274   | 2.7      |         |      | 10/237       | Minoría            | José López Portillo       |             |
| 1979 | 238,892   | 1.8      | 298 184 | 2.26 | 12/400       | Minoría            | José López Portillo       |             |
| 1982 | 282,971   | 1.4      | 282,004 | 1.3  | 0/400        | Minoría            | Miguel de la Madrid       |             |
| 1985 | 295,434   | 1.7      | 416,780 | 2.4  | 11/400       | Minoría            | Miguel de la Madrid       |             |
| 1988 | 1,124,575 | 6.2      |         |      | 30/500       | Minoría            | Carlos Salinas de Gortari |             |
| 1991 | 489 732   | 2.04     | 492 514 | 2.04 | 15/500       | Minoría            | Carlos Salinas de Gortari |             |
| 1994 | 285,526   | 0.9      | 290,489 | 0.9  | 0/500        | Sin representación | Ernesto Zedillo           |             |
| 1997 |           |          |         |      | 0/500        | Sin representación | Ernesto Zedillo           |             |
| 2000 | 272,425   | 0.7      | 273,615 | 0.7  | 0/500        | Sin representación | Vicente Fox               |             |